# 加藤夏希
加藤 夏希（かとう なつき、1985年7月26日 - ）は、日本の女優、モデル、タレント、声優、YouTuber。秋田県由利本荘市出身。フロム・ファーストプロダクション所属。

## 来歴
1997年、12歳の時にゲーム会社元気のイメージガール募集に応募。第3代GENKIイメージガールとしてデビュー。1999年に子ども向け特撮テレビドラマ『燃えろ!!ロボコン』のヒロイン・ロビーナ役で女優デビュー。
2001年4月より専門チャンネル・ファミリー劇場にて自身初の冠番組となる『加藤夏希のファミナビ』のナビゲーターを2年8か月担当。2002年1月より2年間、アニメ専門チャンネル・アニマックスのミニ情報番組『ナッキー・パンチ』のナビゲーターを担当した。
端整な顔立ちと均整の取れたスタイルは同世代女性から支持され、ファッションモデルとしての活動にも力を入れる。2004年から2013年まで光文社のファッション雑誌『JJ』のレギュラーモデルを務める。2005年8月7日、「東京ガールズコレクション2005 Autumn/Winter」にてランウェイデビュー。同年、神戸コレクションにも出演。また、洋服やバッグ、メガネなどファッションアイテムのプロデュースも始める。2009年にはブライダルドレスブランド「Natsuki Doll」のプロデュース、デザインを手掛ける。
2008年に秋田県立大学から「キャンパス大使」、2010年11月7日に出身地の由利本荘市から「由利本荘市観光大使」（現・「由利本荘市ふるさと応援大使」、2013年1月22日付で由利本荘市観光大使より再編）を委嘱された。
2013年11月25日には、秋田県が新設した秋田をPRする「あきた美の国大使」に、佐々木希（同県秋田市出身）と共に委嘱されたことが発表された。発表に際して秋田県知事の佐竹敬久は、2人を「スーパー秋田美人」と称した。近年は『秘密のケンミンSHOW』（読売テレビ・日本テレビ系）に「秋田ケンミン」（秋田県代表の著名人）としてたびたび出演している。
2024年5月15日、自身のSNSにて所属事務所ディメンションブルーを退所し、フロム・ファーストプロダクションに移籍することを報告した。ディメンションブルーの公式HPでは同年5月28日で退所予定とされた。同年の11月には、翌年に舞台に出演して初プロデュースを行うことが発表された。

### 私生活
2014年6月6日、自身のブログで一般男性との結婚を報告した。2015年3月16日、自身のブログで夫との挙式を行ったことを報告した。
2016年3月12日に開催されたファッションイベント「神戸コレクション 2016 SPRING/SUMMER」にて第1子妊娠を発表。同日、自身のブログでも報告した。同年7月7日、第1子となる女児を出産。
2018年（平成30年）9月12日、自身のブログで第2子妊娠を報告。2019年（平成31年）2月19日に第2子となる男児を出産したことを、翌日20日に自身のインスタグラムを通じて報告した。
2020年9月1日、この日開設したYouTubeチャンネル「なついろ」において、第3子妊娠を報告。2021年（令和3年）1月19日に第3子となる男児を出産したことを、翌1月20日に自身のブログで報告。
2024年1月、第4子の妊娠を明らかにした。同年5月29日、第4子となる女児を出産したことを自身のSNS（X〈旧Twitter〉、Instagram）にて報告。

## 人物
- 本荘市立新山小学校[25]、本荘市立北中学校、日本芸術高等学園出身。
- 家族構成は両親と兄の4人家族。
- デビュー当時は実年齢よりも年上に見られることが多く、自分と同じ世代のオーディションには落選し、未成年でありながらビールのキャンペーンガールのオファーが来たこともあった。

### 趣味
- 無類のサブカルチャー好きであると公言しており、芸能界デビューもゲームやアニメの世界に憧れてのことであった[26]。実際に仕事でも特撮やアニメ作品を数多く経験し、『劇場版 仮面ライダー龍騎 EPISODE FINAL』に登場した仮面ライダーファムを演じた際、記者会見で初の女性仮面ライダーとなったことを誇りに思うという趣旨の発言をした。

ゲーム経験
小学校3年の時からパソコンを利用していて、チャット（ネット上の会話）が出来るパソコンゲームもプレイしていた、家庭用ゲーム機のソフトであれば『セーラームーンR』のアクションゲームを遊んでいた。
オンラインゲーム『ドラゴニカ』のPRイベント（2010年1月28日）では、男性キャラクターは自分の好みの美形な顔を選択していると発言。実際の恋愛は（ゲームの方が自分の中で比重が大きいため）休んでいると発言した。また、恋愛をしている時でも、ゲームに費やす時間は自分にとっては日常であり、ニュートラルに保つためにも必要であると述べている。そのため、ゲームの時間を削るように強要する男性とは長く付き合えないとたびたび語っている。ファッションモデルとしての活動も多いが、体型維持のために必要以上に運動することも歩くことも好きではない、ジムに通う時間があればゲームをする時間に充てたいインドア派であると語り、2012年5月に出演したテレビ番組『DRESS』では蛯原友里に失笑された（ただし、2016年7月に出産後は体型を戻すためにヨガやウォーキングなど取り入れ一か月で8kgの減量に成功している）。
トーク番組の司会・ゲスト
NHK-BS2の『BSアニメ夜話』で2007年6月末放送の第8弾から司会を務め、番外編として『精霊の守り人』が特集された際、監督の神山健治に「ガヤでもいいから出して下さい」と直訴し熱意を見せた。
17歳からの2年間、ナビゲーターを務めたアニメ情報番組『ナッキー・パンチ』（アニマックスで放送。平日4分帯番組）では、ゲストに声優をはじめアニメ制作関係者を迎えてトークを繰り広げた。
2007年夏ごろから『ヱヴァンゲリヲン新劇場版』が公開されるにあたり、エヴァンゲリオンやアニメに関するトーク番組やバラエティ番組に出演する機会が増え、作品に対する熱い想いを懸命に語る姿が見られた。『雨上がり決死隊のトーク番組アメトーーク!』の「エヴァンゲリオン芸人」（2008年4月24日放送）の回にも紅一点として出演している。
エヴァのコスプレ
『エヴァンゲリオン』ファンであり、発売を記念したイベント、オープニングセレモニーなどではエヴァンゲリオンに関連するコスプレ姿を披露。エヴァンゲリオンケータイ「SH-06A NERV」の広報大使も務めた。東京と大阪で開催されたコンセプト写真展“J:COM presents エヴァンゲリオン×美少女写真展-Girls Collection of EVANGELION-”では川島海荷（9nine）、トリンドル玲奈ら総勢30名の中に名を連ねている。また、『科捜研の女』第3シリーズの第6話では、アスカ役の宮村優子とも共演している。
好きな声優
声優では、林原めぐみと緑川光のファンであることを公言している。特にアニメキャラでは緑川が演じたヒイロ・ユイのファンである。「スーパーロボット大戦シリーズ」のファンでもあり、同ゲームのキャラクターとしてCMに出演。さらに同ゲームプロデューサーへ直訴し、実際に声優（『第3次スーパーロボット大戦α』のルリア・カイツ役）として参加した。そのキャラクターで上記のヒイロ・ユイの援護行動に入ると専用台詞が入るなどの特別ファクターが存在する。
好きな作品
様々な場所で『スレイヤーズ』の大ファンを公言している。本人のブログによると、最初に見た作品はOVA「ジェフリー君の騎士道」で、好きなキャラはリナとゼルガディス（この2人を演じたのは前述の林原と緑川）。さらに、劇場版でのナーガの温泉ギャグシーンと、『NEXT』最終回のマルチナのセリフが好きと公言している。また、『ときめきメモリアル Girl's Side 2nd Season』を体験プレイした時のインタビューにおいて、「主人公のリナ・インバースが好きなので、どんなゲームでも名前を『リナ』にする」と語っている。
近作では『青の祓魔師』のファンでもあり、特に主人公の奥村燐が好き。『サキよみ　ジャンBANG!』出演時には、担当編集者の林士平に対しネタ公開を迫るなどの熱烈ファンぶりを見せつけた。
自身のアニメ出演
2008年7月にスタートした、『スレイヤーズ』11年振りとなる新作テレビシリーズ（第4作）『REVOLUTION』第1話では、半魚人クッピー役としてゲスト出演を果たすに至った。その後の第5作『EVOLUTION-R』にも出演している。
ゲストとしては他に『地獄少女 三鼎』にも出演。「見ていくうちに気分が重くなってしまったり、“なんでこの人が流されなくてはいけないの?”といった不条理さもある中で、わずかに伺えるあいちゃんの変化が見所」と第22話アフレコ時のインタビューに答えている。
また、レギュラーとしては『ハングリーハート WILD STRIKER』、『おねがいマイメロディ』シリーズに出演。
落語・三味線
着物姿で寄席に通うほどの落語好きで、柳家喬太郎のファン。2011年から三味線の稽古を始めている。柳家喜多八には1度落語を指導してもらったこともあり、喜多八のことは恩義に思っている。
「部活動」
「部活動」と称した集いを主宰することが好きで、これまでカルビ部、テニス部、カラオケ部などを作り活動している。

## 出演

### 映画
- エコエコアザラク（2001年、ギャガ・コミュニケーションズ） - 主演・黒井ミサ 役
- STACY（2001年、ギャガ・コミュニケーションズ） - 主演・詠子 役
- 世界の終わりという名の雑貨店（2001年、松竹） - 金井いずみ 役
- 羊のうた（2002年、「羊のうた」製作委員会） - 高城千砂 役
- TOKYO10+01（2002年、ケイエスエス） - ココ 役
- 劇場版 仮面ライダー龍騎 EPISODE FINAL（2002年、東映） - 霧島美穂 / 仮面ライダーファム 役
- GUN CRAZY Episode:4 用心棒の鎮魂歌（2002年、パイオニアLDC） - 宮本美紀 役
- バトル・ロワイアルII 鎮魂歌（2003年、東映） - 桜井サキ 役
- 男前 泣いて笑って泥まみれ（2005年【男前】上映委員会＝さざ波） - 真由美 役
- ブラッドエンジェル シスターオブハート（2005年、GPミュージアムソフト） - 深海玲花 役
- 裁判員制度-もしもあなたが選ばれたら-（2005年、法務省広報映画） - 榊原あや 役
- クローズ・ユア・マインド 馬熊横丁（2007年、MIRAI） - 主演・佐伯小夜 役
- 白椿（2007年、カエルカフェ） - 蓮川鈴 役
- 伊藤の話（2008年、カエルカフェ） - 屋敷の姫 役
- 花より男子F（ファイナル）（2008年、東宝） - 大河原滋 役
- ギララの逆襲/洞爺湖サミット危機一発（2008年、トルネード・フィルム） - 主演・隅田川すみれ 役 [42]
- 大阪ハムレット（2009年、アートポート） - 明石由加 役
- TOGETHER（2009年） - 主演・三浦亜美 役
- パラダイス・キス（2011年、ワーナー・ブラザース映画） - 麻生香 役
- 明日に架ける愛（2012年、ティ・ジョイ） - 井上七海 役
- レッド・ティアーズ（2012年、倉田プロモーション） - 御手洗沙代子 役
- 武蔵野線の姉妹（2012年、アイエス・フィールド） - 主演・緑川蘭子 / ラン 役
- 愛∞コンタクト（2016年） - 伊万里愛子 役

### テレビドラマ
- 燃えろ!!ロボコン（1999年 - 2000年、テレビ朝日） - ロビーナ / ナツキ 役
- 別れる2人の事件簿（2000年、テレビ朝日） - 七原真実 役
- 暴れん坊将軍X 最終回（2000年、テレビ朝日） - 慶良間麻耶 役
- ドラマ愛の詩「幻のペンフレンド2001」（2001年、NHK教育） - 本郷令子 役
- 科捜研の女「アンビリーバボー!女子寮に潜む美しき霊の謎!!」（2001年、テレビ朝日） - 綾川みどり 役
- 仮面ライダー龍騎スペシャル 13RIDERS（2002年、テレビ朝日） - 仮面ライダーファム 役（声の出演）
- ヤンキー母校に帰る（2003年、TBS） - 常本あかね 役
- すいか（2003年、日本テレビ） - 女子学生 役
- 未来先生（2004年2月23日 - 26日、テレビ朝日） - 森下このみ 役
- 仔犬のワルツ（2004年、日本テレビ） - 宝生光 役
- 慶次郎縁側日記第9回「佐七の恋」（2004年10月22日、NHK総合） - おひで 役
- 天才てれびくんMAX 2004年度天てれドラマ（2004年9月 - 2005年1月、NHK教育） - 夏希 役
- GO!GO!HEAVEN!（2005年、テレビ東京） - ジュリア 役
- アタックNo.1（2005年、テレビ朝日） - 吉村さとみ 役
- 新春ワイド時代劇天下騒乱〜徳川三代の陰謀（2006年、テレビ東京） - さわ 役
- 光抱く友よ（2006年2月12日、東海テレビ） - 松尾勝美 役
- 花より男子2（リターンズ）（2007年、TBS） - 大河原滋 役
- スシ王子!（2007年、テレビ朝日） - 源ウミ 役
- 4姉妹探偵団（2008年、テレビ朝日） - 佐々本綾子 役
- 金曜プレステージ クッキングパパ（2008年8月29日、フジテレビ） - 田中夢子 役
- リアル・クローズ（単発ドラマ版、2008年9月16日、関西テレビ） - 佐々木凌 役
  - リアル・クローズ（連続ドラマ版、2009年、関西テレビ） - 佐々木凌 役
- 月曜ゴールデン「浅見光彦シリーズ24・津和野殺人事件」（2008年9月29日、TBS） - 樋口実加代 役
- ママさんバレーでつかまえて（2008年10月4日、NHK総合） - マイ 役
  - ママさんバレーでつかまえて（2009年、NHK総合） - マイ 役
- 福家警部補の挨拶〜オッカムの剃刀〜（2009年1月2日、NHK総合） - 川本真理子 役
- おちゃべり（2009年3月20日、TBS） - 神田ヒロミ 役
- もやしもん（2010年7月 - 9月、フジテレビ） - 長谷川遥 役
- 土曜ワイド劇場「事件14」（2010年10月23日、テレビ朝日） - 高木ゆり子（検察事務官） 役
- 下流の宴（2011年5月31日 - 7月19日 、NHK総合） - 福原可奈 役
- 謎解きはディナーのあとで スペシャル（2012年3月27日、フジテレビ） - 相原美咲 役
- ハンチョウ〜警視庁安積班〜 シリーズ5（2012年4月 - 6月、TBS） - 木村千春 役
  - ハンチョウ〜警視庁安積班〜 シリーズ6（2013年1月 - 3月、TBS） - 木村千春 役
- MONSTERS（2012年10月21日、TBS） - 徳平麻美 役
- 水曜ミステリー9（TX）
  - 刑事長（2013年） - 鳥居理香 役
    - 刑事長2（2014年） - 鳥居理香 役

  - 金沢のコロンボ（2014年9月24日、テレビ東京） - 新家梨花 役
- ST 赤と白の捜査ファイル（2014年7月16日、日本テレビ） - 八神秋子 役
- 土曜ワイド劇場「棟居刑事の黒い祭」（2015年3月14日、テレビ朝日） - 夏目初子 役
- 特捜9 final season 第3話（2025年4月23日、テレビ朝日） - 星野七美 役[43]

### ビデオ
- 燃えろ!!ロボコンVSがんばれ!!ロボコン（1999年） - ロビーナ 役
- TOMORO - PARTY OUT feat. May J. ／with 加藤夏希（2014年） - 恋人 役

### ネットドラマ
- キキコミ（2007年、ニフティ） - 主演・アオヤママドカ 役

### テレビアニメ
- ハングリーハート WILD STRIKER（2002年、フジテレビ） - 辻脇美紀 役[44]
- おねがいマイメロディ（2005年、テレビ大阪） - 夢野奏 役
- おねがいマイメロディ 〜くるくるシャッフル!〜（2006年、テレビ大阪） - 夢野奏 役
- スレイヤーズREVOLUTION（2008年、テレビ東京） - クッピー 役
- カイバ（2008年、WOWOW） - チビワープ 役
- スレイヤーズEVOLUTION-R（2009年、AT-X） - クッピー 役
- 地獄少女 三鼎（2009年、TOKYO MX） - 美園純香 / 美園結香 役[45]

### 劇場アニメ
- 超劇場版ケロロ軍曹 撃侵ドラゴンウォリアーズであります!（2009年、角川映画） - TVレポーター 役
- 劇場版ポケットモンスター ダイヤモンド&パール 幻影の覇者 ゾロアーク（2010年） - リオカ 役

### バラエティ・教養番組など
- 加藤夏希のファミナビ（2001年 - 2003年、ファミリー劇場）
- ナッキー・パンチ（2002年 - 2004年、アニマックス） - 司会（ナビゲーター）
- 水10! ココリコミラクルタイプ（2003年10月 - 2006年9月6日、フジテレビ）
- 100語でスタート!英会話（2003年度、NHK教育） - 生徒 役
- 趣味悠々「1から始める梅沢由香里の碁」（2004年4月 - 6月、NHK教育） - 生徒兼進行
- おーい、ニッポン 今日はとことん秋田県（2004年4月25日、NHK-BS2）
- ぶっちゃけ!99（2004年 - 2005年、TBS）不定期
- 日立 世界・ふしぎ発見!（不定期、TBS）
- みんなの手話（2005年4月 - 9月・2006年4月 - 9月、 NHK教育） - 生徒兼進行
- ぴーかんバディ!（2006年4月 - 7月、TBS）
- 秘密のケンミンSHOW（不定期、読売テレビ）
- 楽天Presents ねっとれウォッチ!（2006年10月 - 2007年3月、TOKYO MX） - MC
- アニメ&バラエティ アニメロビー（2007年4月1日 - 2008年3月、テレビ大阪）
- Tokyo Stylish Party（2007年4月 - 2008年3月、BS日テレ）
- 見どころNHK（2007年 - 2010年3月、NHK総合） - 司会
- 30minutes（テレビ東京）
- Shibuya Deep A（不定期、NHK-BS2）
- ワンダフル東北「みちのく妖怪紀行」〜童心に返って 日本再発見〜（2007年7月27日、NHK福島・NHK総合東北6県ブロックネット） - 総合司会
- 世界一キモいクイズ（不定期、テレビ朝日）
- 加藤夏希のトレンドアイズ（2008年4月 - 2009年3月、BS日テレ） - MC
- mashup!音王MUSIO（2008年4月 - 12月、仙台放送・全国8局ネット） - MC
- ハッピーミックス（2008年、日本テレビ）
- スカ☆パラ（2008年6月1日 - 2011年10月3日、スカパー!プロモ・e2プロモ） - MC
- あなたが選ぶ ウルトラマンシリーズ宇宙人ベスト20!（2008年7月、TBS） - MC
- スカ☆パラ 増刊号（2008年9月 - 2010年3月、スカパー!プロモ・スカチャン・スカチャンHD） - MC
- 第32回鳥人間コンテスト選手権大会（2008年9月15日、読売テレビ） - 司会
- 前説王（2009年1月20日 - 24日、テレビ朝日） - 前説女王（MC）
- 加藤夏希・金子貴俊 BS4サテライトNAVI（2009年4月 - 9月、BS日テレ） - MC
- ゲーマーズTV 夜遊び三姉妹 〜今夜も上上下下左右左右BA〜（2010年11月4日 - 2013年3月28日、日本テレビ）
- 極める!「チョコ学」（2012年2月、NHK Eテレ） - レポーター
- 世界の日本人妻は見た!（2013年4月 - 2016年、TBS） - 再現ドラマに不定期出演

### ラジオ
- ON THE WAY COMEDY 道草 Vol.1『平田家の人々』娘と2人暮らし篇（2001年10月1日 - 4日、TOKYO FM） - 平田歩 役
- 加藤夏希のニュータイプ英単語（2006年10月 - 2007年3月、TBSラジオ）
- R25「ナイスQ」編集部（2008年10月 - 2009年3月28日、TBSラジオ）
- 今日は一日特撮ヒーロー三昧（2009年8月16日、NHK-FM）
- 年忘れ青春アドベンチャー（2008年12月・2009年12月、NHK-FM） - 丑年年女として出演

### 舞台
- BOYS BE… ALIVE TRY AGAIN（2000年4月、博品館劇場） - 日替わりゲスト
- 東京ガールズコレクション（2005年、2006年9月、東京都）
- 神戸コレクション（2005年、2006年9月、神戸市）
- 白雪姫（2005年、2006年） - 白雪姫 役
- 忘れられない人（2007年）
- SEMINAR（2009年）
- 鬼背参り（2025年）[46]

### ゲーム
- the FEAR（実写ゲーム、本人と役名が同一）（2001年7月26日） - 加藤夏希 役
- 仮面ライダー龍騎（2002年11月28日） - 仮面ライダーファム 役
- 第3次スーパーロボット大戦α 終焉の銀河へ（2005年7月28日） - ルリア・カイツ 役

### CM他
- ハウス食品
  - 「ピュアインゼリー」（1998年） - CMデビュー作
  - 「うまかっちゃん」（1999年）
- モリリン「燃えろ!!ロボコン キッズウェア」（1999年）
- バンプレスト
  - 「スーパーロボット大戦ORIGINAL GENERATION2」（2004年） - ラミア・ラヴレス 役（声の出演）
  - 「第3次スーパーロボット大戦α 終焉の銀河へ」 - 夏季限定実写CM（2005年）
- 大塚製薬「ポカリスエット」「バリカンと海篇」（2002年） - 玉木宏、JURIらと共演
- 松美造園建設工業 「松美の家」（2004年） - 秋田ローカル
- メガネの愛眼「bit babe」（2006年）
- 花王「ニベアボディ」（2007年 ）
- 丸井 夏の水着、浴衣キャンペーン（2005年・2006年）
- キタムラ キャンペーンキャラクター（2007年）
- エクシオジャパン「EXEO」イメージキャラクター（2007年）
- ジョア「JOIE」、「La Fleurette」女性用オフィスユニフォームイメージキャラクター（2007年）
- ベルーナ「RyuRyu」（2007年）
- ラッキー商会「ジュエリー」（2007年）
- ステイゴールド「THREE RINGS」（2007年）ファッションブランド
- グンゼ「Tuché」（2008年）
- 小林製薬「あせワキパット Riff」（2008年 - 2016年）
- ショックウェーブ・エンターテインメント「55Shock!」イメージガール（2008年）
- 東日本電信電話（NTT東日本）「プロモーションビデオ」（2008年）
- 日産自動車「マーチ」（2008年）
- コスモ石油「コスモステーションのイメージキャラクター」（2009年4月 - 2016年）
- サントリー「ザ・ストレート」（2009年）
- 森永製菓 森永ミルクキャラメル インフォマーシャル 「森永ミルクキャラメルでアイスクリームを作ろう」（2010年5月）
- GAP WANTキャンペーン（2010年11月）
- 富士通 docomo STYLE series F-10C（2011年）
- キリン「香りマッコイ梅酒ソーダ割り」（2011年9月 - 2012年）

### プロデュース・コラボレーション
- メガネの愛眼「bit babe」（2005年 - ）メガネフレーム、「HELLENE」（2008年 - ）女性用サングラス
- キタムラ「Natsuki by KITAMURA」（2007年 - ）バッグ、靴他
- L.STYLE「Natuki×me」（2007年 - ）ジュエリー
- グンゼ「Tuché」（2008年 - ）ストッキング

### CD
- きっと だいじょうぶ（1999年9月18日、コロムビアミュージックエンタテインメント、『燃えろ!!ロボコン』挿入歌 ロビーナ役として）アルバム『特撮ヒロインメモリアル〜美少女ヒストリー〜』に収録
- ハングリーハート〜奇跡の翼〜（2003年8月20日、SME Records、加藤夏希 as 辻脇美紀 featuring アテネジェネレーションとして）作曲：大野宏明 作詞：田久保真見 編曲：旭純
- 未来がなくても抱きしめて（ココリコミラクルタイプの番組企画で結成されたユニット「日給8000円」として）
- 遺書（2005年2月23日、VFCD-11012、『GO!GO!HEAVEN!』劇中に登場するバンド「自決少女隊」として）
- All eyez on me -『仮面ライダー555 メガブロック プーピィズ付CD』（AVCA-14740）の収録曲。
- ケロロ・ジャポ〜ン!（2009年3月4日、flying DOG、内藤大助とのデュエット） - 劇場版アニメ『超劇場版ケロロ軍曹 撃侵ドラゴンウォリアーズであります!』オープニングテーマ。

### DVD
- F-breeze 加藤夏希（2001年）
- 不可思議的夏希〜多姿多彩〜（2003年）
- 加藤夏希 in GUN CRAZY/TEARS（2003年）
- 加藤夏希 Beauty Genius（2003年）
- 月刊加藤夏希（2004年）

### 玩具
- COMPLETE SELECTION MODIFICATION V BUCKLE（2018年12月） - 霧島美穂 / 仮面ライダーファム 役

### その他
- RIDER CHIPS Featuring 加藤夏希として参加。
- スーパーロボット バトルメーラー イメージキャラクター
- ガンプラEXPO（2006年8月23日 - 30日）ホビージャパン企画で制作したウイングガンダムを展示。
- au秋田 グラフィックキャンペーンキャラクター
- ファミリー劇場（CS放送）2002年度カバーガール
- エクシオイメージガール 結婚情報会社、株式会社エクシオジャパンのイメージキャラクター
- DAMチャンネル（2009年4月 - 2010年3月）第一興商の通信カラオケDAM内で流れる音楽番組
- 電人☆ゲッチャ!レギュラーパーソナリティ（ニコニコ生放送：2013年10月4日 - 2014年8月28日）ゲーム・アニメの紹介をするWeb番組。
- クォーレ占い電話相談、株式会社クォーレのイメージキャラクター[47]（2014年 - 2015年）
- 「【加藤夏希・佐久間宣行・吉田尚記】日本アニメ（ーター）見本市 勝手に鑑賞会」（ニコニコ生放送：2015年7月10日）
- 株式会社global bridge HOLDINGSのイメージキャラクター[48]（2016年 - ）
- ゲーミングブランドRepublic of Gamersとエヴァンゲリオンとのコラボレーション製品発表会[49]（2022年7月）

## 書籍

### 写真集
- ROBEANA（ロビーナ）（2000年1月、ぶんか社、撮影：会田我路）ISBN 4-8211-2320-7
- 15・KARAT（2001年4月、角川書店、撮影：吉田茂一）ISBN 4-04-853273-1
- 加藤夏希×黒井ミサ（2001年5月、角川書店、撮影：西村直人）ISBN 4-04-853364-9
- Love Song（2002年9月、朝日出版社、撮影：川島文行）ISBN 4255001812
- TEARS (GUN CRAZY写真集)（2003年3月、パイオニアLDC、撮影：野上哲夫）ISBN 978-4894526990
- priv´ee「私生活」（2003年5月、竹書房、撮影：川島文行）ISBN 4-8124-1195-5
- 夏希17歳、もうひとつのBR2（2003年6月18日、竹書房、撮影：磯野祐次）ISBN 4-8124-1218-8
- Beauty Genius（2003年7月24日、竹書房、撮影：川島文行）ISBN 4-8124-1219-6
- 太陽のくびれ（2004年1月、ソニー・マガジンズ、撮影：藤代冥砂）ISBN 4-7897-2141-8
- 月刊加藤夏希〈SHINCHO MOOK 62〉（2004年10月10日、新潮社、撮影：斎門富士男）ISBN 4-10-790132-7

### 雑誌
- 光文社・JJ（2004年7月 - 2013年、レギュラーモデルとして出演）2007年2月号・6月号・7月号・8月号・9月号、2008年1月号・8月号、2009年4月号・10月号 表紙
- 集英社・MORE（2008年 - 2014年）
- 宝島社・steady.（2010年7月 - 2015年）
- Ryu Ryu 2005年 秋・冬・増刊号 2006年 夏・盛夏・秋・冬・真冬号 2007年 春・夏・盛夏・秋号 2008年 春・夏・盛夏号 表紙

### 雑誌連載
- 月刊ホビージャパン「無敵ホビー派宣言」（2003年 - 2004年、ホビージャパン） - MAX渡辺と共に様々なジャンルのホビーを検証するハウツー企画
- G-Navi「モテる大人はマナーが大事」（2007年1月号[50]、マイクロマガジン社）